# Jules Cubaynes
Jules Cubaynes (* 5. Oktober 1894 in Lalbenque; † 9. Juni 1975 in Cahors) war ein französischer römisch-katholischer Geistlicher, Schriftsteller und Übersetzer okzitanischer Sprache.

## Leben und Werk
Jules Cubaynes trat 1914 in das Priesterseminar Cahors ein, wurde aber kurz darauf eingezogen und war bis 1919 Soldat. Nach dem Weiterstudium wurde er 1923 zum Priester geweiht und amtierte als Vikar und Pfarrer in Cajarc, Gréalou und Concots (ab 1938), allesamt östlich Cahors’ im Quercy. Schließlich war er Domherr in Cahors.
Ab 1918 reichte Cubaynes für die Blumenspiele der Académie des Jeux Floraux in Toulouse eigene Dichtung in okzitanischer Sprache ein und erwarb 1932 den von der Akademie verliehenen Titel Maître ès Jeux Floraux (Meistersänger/Meisterdichter). 1945 wurde er als Nachfolger von Antonin Perbosc auf dem Sitz Cigalo de la Liberta Majoral (Akademiemitglied) des Félibrige. Cubaynes übersetzte Vergil, die Psalmen und das Neue Testament ins Okzitanische. Seine Dichtung Ome de Dieu („Gottesmann“) von 1951 gilt als Meisterwerk.
In Concots ist eine Straße nach ihm benannt. Sein Heimatort Lalbenque feiert ihn seit 2017 mit einem Fresko in der Nähe der Kirche.

## Werke (Auswahl)
- (Übersetzer) Vergil: Las Georgicas. Edicions de la Galaria d’oc, Toulouse 1930. (Vorwort von Jean Bourciez)
- Ome de Dieu. Homme de Dieu. Poème sacerdotal. Colètge d’Occitania, Toulouse 1951. (zweisprachig)
- (Übersetzer) Novèl Testament. Traduccion occitana. Collège d’Occitanie, Toulouse 1956. (Einleitung von Xavier Ducros)
- Joia a la gazalha. Joie à la volée. 40 poemas occitans amb traduccion francesa. Éditions de la «France latine», Paris 1965.
- (Übersetzer) Salmes. Version occitana. Lo Libre occitan, Lavit (Tarn-et-Garonne) 1967.
- Dins la claror de Dieu. Poèmes occitans. Concots 1973.
- Camins de guerra 1914–1919. Hrsg. Roger Lassaque. IEO Òlt édicions, Saint-Martin-le-Redon 2017.
- Magdalena. Hrsg. Roger Lassaque. IEO Òlt édicions, Saint-Martin-le-Redon 2020.